# زلطن
زلطن (به عربی: زلطن) یک منطقهٔ مسکونی در لیبی است که در استان نقاط‌الخمس واقع شده‌است. زلطن ۱۷٬۷۰۰ نفر جمعیت دارد و ۴ متر بالاتر از سطح دریا واقع شده‌است.